# Convoi no 12 du 10 octobre 1942
Le convoi du 10 octobre 1942 fut le douzième convoi de déportation à quitter le territoire belge en direction d'Auschwitz-Birkenau,. Le train fera une halte en gare de Kosel où certains parmi les plus vaillants descendirent pour être affectés au travail obligatoire.
Le convoi XII comportait 1000 déportés (446 hommes et 554 femmes), dont 267 enfants de moins de seize ans.
28 personnes de ce convoi échappèrent à la mort dont une seule femme, Tauba Edelman, alors âgée de 33 ans. Son mari, Boruch Bindel, ne survivra pas. Tauba Edelman survécut aux mauvais traitements et aux pseudo-expériences médicales réalisées par les médecins d'Auschwitz. Le Convoi XII a peut-être fait l'objet d'une sonderaktion (« action spéciale ») qui pouvait prendre la forme de « vaccinations » en masse qui décimaient rapidement les cobayes humains qui mouraient de fièvre.
La famille d'Icek Glogowski, sa femme et ses trois enfants, Elka, 9 ans, Simon, 7 ans, et Léon, 5 ans, sont arrêtés le 3 septembre 1942 et déportés par ce convoi.